# Sungai Rengit
Sungai Rengit is een bestuurslaag in het regentschap Banyuasin van de provincie Zuid-Sumatra, Indonesië. Sungai Rengit telt 5935 inwoners (volkstelling 2010).